# Thomas Gainsborough
Thomas Gainsborough (døbt 14. maj 1727, død 2. august 1788) var en af de berømteste engelske portræt- og landskabsmalere i det 18. århundrede.